# Revúca (miasto)
Revúca (niem. Gross-Rauschenbach, węg. Nagyrőce) – miasto w południowej Słowacji, w kraju bańskobystrzyckim, ośrodek administracyjny powiatu Revúca.

## Położenie
Stanowi główne miasto zachodniej części historycznej krainy Gemer. Ludność: 12,8 tys. (2011). Miasto położone jest w dolinie rzeki Muráň na średniej wysokości 318 m n.p.m. Położone jest przy drodze z Murania do Jelszawy. Pod względem geograficznym znajduje się na zachodnim obrzeżu Pogórza Rewuckiego (Revucká vrchovina). Od wschodu sąsiaduje z Górami Stolickimi (Stolické vrchy).

## Historia
Pierwsze wzmianki o Revúcej pochodzą z roku 1357. Jako miasteczko wspominana była po raz pierwszy w 1616 r. Przez kilka wieków była znaczącym ośrodkiem wydobycia rud żelaza i hutnictwa. W XVI w. pracowało tu 5 pieców hutniczych i 7 kuźnic, przekuwających surowe żelazo, a symbole hutniczego zawodu znalazły się później w herbie miasta. Rozwój ośrodka zahamowały najazdy tureckie na ziemie węgierskie, w 1556 r. spustoszona została i sama Revúca.
Bezpiecznym źródłem utrzymania pozostawała hodowla owiec na górskich polanach. W XVII w. nastąpił również rozwój rzemiosła. Oprócz kowali i innych specjalistów od wyrobów z żelaza szczególnie znani byli miejscowi garbarze, obuwnicy i sukiennicy. Miasto stało się również głównym ośrodkiem handlowym całej doliny Muráňa. W 1808 r. powstała tutaj Unia Murańska, pierwsza hutnicza spółka udziałowa na Węgrzech.
W XIX wieku miasto odegrało ważną rolę jako jeden z ośrodków słowackiego ruchu narodowego i kulturalnego. Funkcjonowało na dobrym poziomie słowackie szkolnictwo, amatorskie zespoły teatralne, czytelnia, działała drukarnia. 16 września 1862 r. otwarto tutaj Słowackie Gimnazjum Ewangelickie – pierwszą w historii szkołę średnią, w której wszystkie przedmioty wykładano w języku słowackim. Funkcjonowało dzięki darom i zbiórkom, organizowanym w całym kraju. Jego pierwszym dyrektorem był August Horislav Škultéty, a wykładało w nim wielu wybitnych pedagogów, jak Samuel Ormis, Ivan Branislaw Zoch, Július Botto i in. W 1868 r. gimnazjum rozszerzono o studium nauczycielskie, przygotowujące kadry dla szkół powszechnych.
Po tzw. wyrównaniu węgiersko-austriackim, gdy Węgry uzyskały praktyczną niezależność w zakresie polityki wewnętrznej i sfery rządowe nasiliły madziaryzację, w 1874 r. gimnazjum zlikwidowano. W ciągu 12 lat istnienia mury gimnazjum opuściło 566 absolwentów, a studium nauczycielskie promowało 90 nauczycieli. Wielu z nich znalazło się później w szeregach najznamienitszych przedstawicieli słowackiej kultury, nauki i sztuki. Byli wśród nich m.in. pisarz Martin Kukučín (życie rewuckich gimnazjalistów opisał m.in. w noweli Mladé letá), poeci Koloman Banšell i Ondrej L. Bella, Jozef Škultéty, bibliograf Ľudovít V. Rizner i wydawca Karol Salva.

## Ważniejsze zabytki
- budynki Słowackiego Gimnazjum Ewangelickiego,
- rzymskokatolicki, późnogotycki kościół św. Wawrzyńca z 2. połowy XV wieku, zrekonstruowany w 1892,
- klasycystyczny kościół ewangelicki z 1785, z rokokowym ołtarzem i amboną z 1784, wraz z budynkiem plebanii ewangelickiej,
- klasycystyczny dom miejski z 1819,
- domy mieszczańskie z 2. połowy XIX wieku.

## Miasta partnerskie
Kazincbarcika, Węgry
 Litovel, Czechy
 Lędziny, Polska
 Uster, Szwajcaria

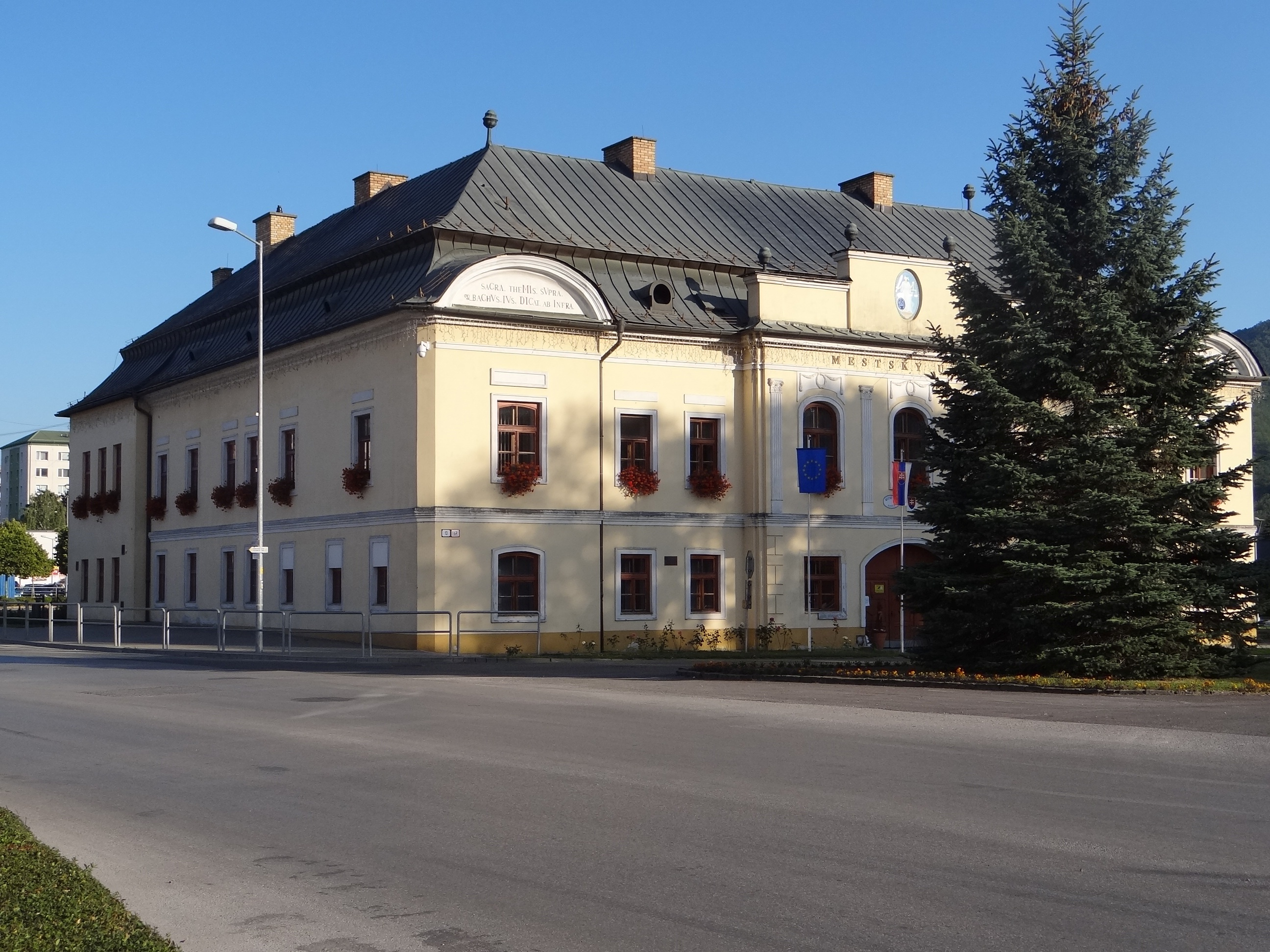
Pałac
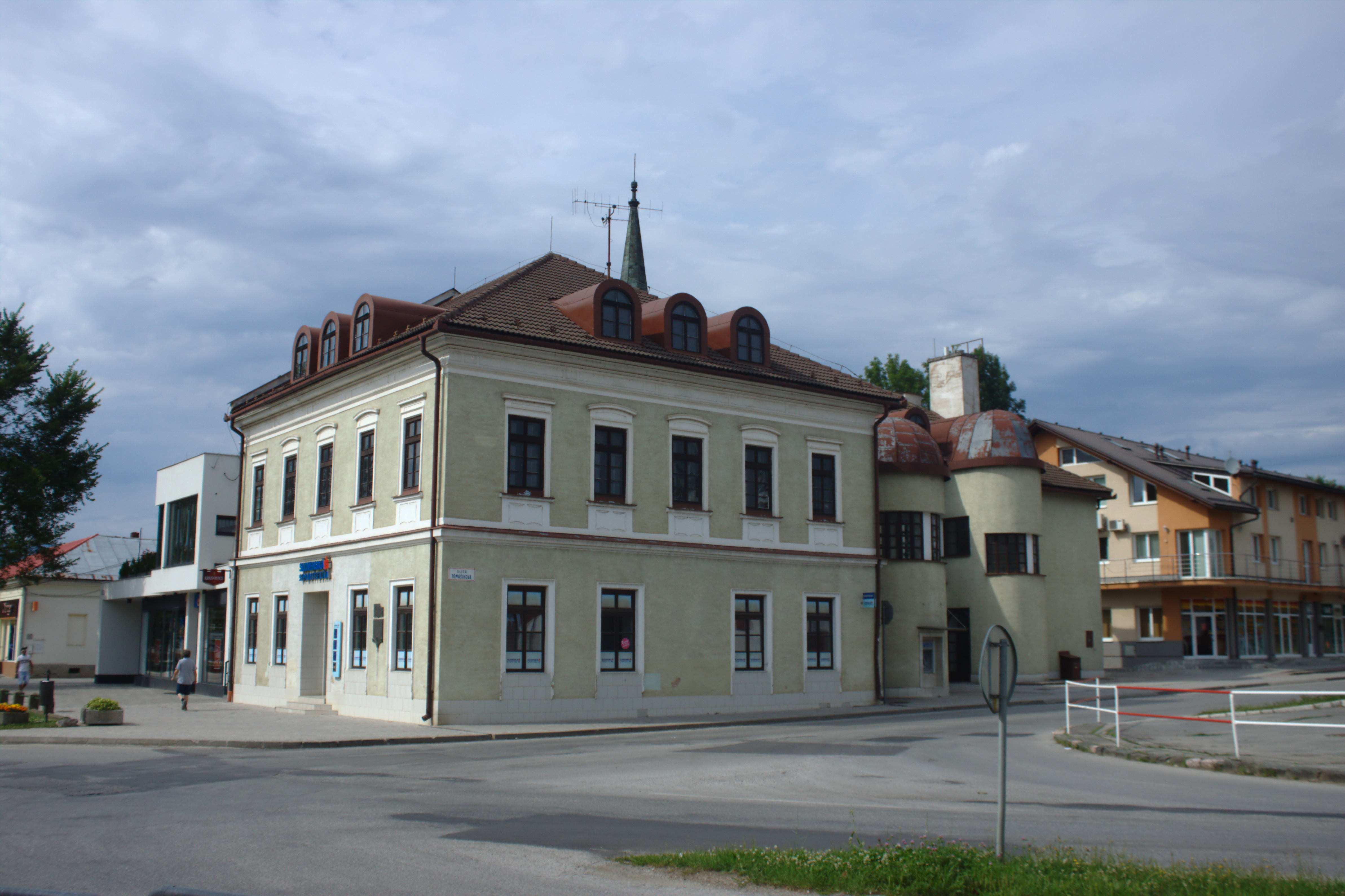
Pałac
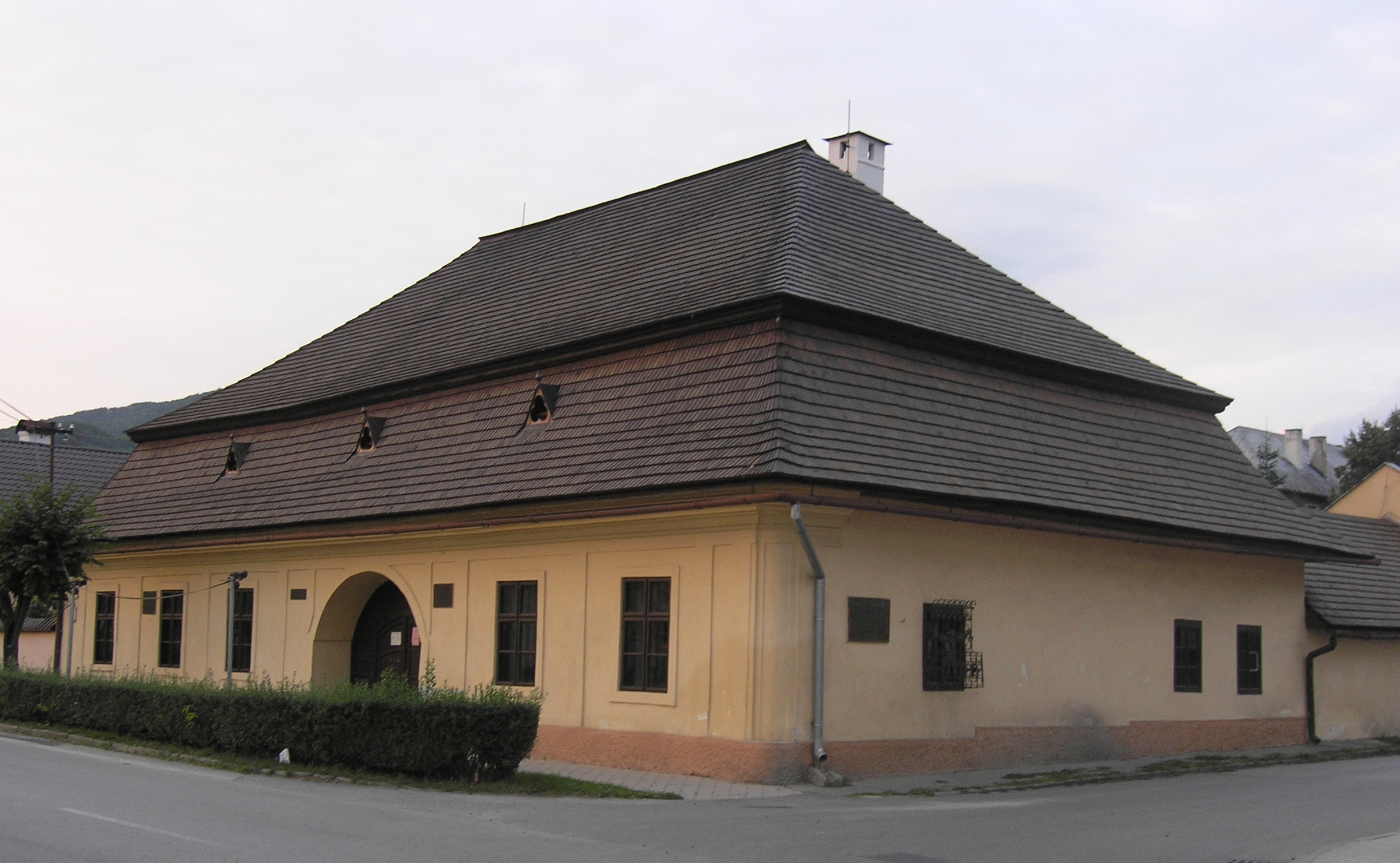
Gimnazjum Ewangelickie